# Lauretta Hanson
Lauretta Hanson (Victor Harbor, 29 ottobre 1994) è una ciclista su strada australiana che corre per il team Lidl-Trek. È attiva in formazioni UCI dal 2016.

## Palmarès
- 2018 (UnitedHealthcare Pro Cycling Women's Team, una vittoria)

3ª tappa, 1ª semitappa Tour de Feminin-O cenu Českého Švýcarska (Varnsdorf > Krásná Lípa, cronometro)

### Altri successi
- 2016 (Colavita-Bianchi)

Classifica giovani Tour Down Under
- 2022 (Trek-Segafredo)

Vårgårda West Sweden TTT (cronosquadre)

## Piazzamenti

### Grandi giri
- Giro d'Italia

2022: 98ª
2023: 31ª
2024: 74ª
- Tour de France

2023: 87ª

### Competizioni mondiali
- Campionati del mondo

Fiandre 2021 - In linea Elite: 92ª
Glasgow 2023 - Staffetta mista: 6ª
Glasgow 2023 - In linea Elite: 23ª
- Giochi olimpici

Parigi 2024 - In linea: 22ª